# Hymenophyllum lobbii
Hymenophyllum lobbii là một loài dương xỉ trong họ Hymenophyllaceae. Loài này được T. Moore ex Bosch mô tả khoa học đầu tiên năm 1861.
Danh pháp khoa học của loài này chưa được làm sáng tỏ. 